# Вениамин (Багрянский)
Епископ Вениамин (в миру Василий Иванович Багрянский; середина XVIII века, Москва — 8 июня 1814, Иркутск) — епископ Русской православной церкви, епископ Иркутский и Нерчинский.

## Биография
Родился в селе Гладком (Георгиевском), позднее Новосильского уезда Тульского наместничества, в семье сельского священника. Один из его младших братьев — врач и переводчик Михаил Багрянский.
Обучался в Славяно-греко-латинской академии, где показал блестящие успехи.
В 1766 году направлен на учёбу в Лейденский университет, будучи одним из семинаристов, направленных на обучение в Германию и Англию. Семинаристы из России занимались с «великим прилежанием»; педагоги характеризовали их с самой лучшей стороны. Так, ректор Лейденского университета Людвиг Каспар Валкенаер писал, что его русские студенты, включая Василия Багрянского, «столь изрядно в греческом языке успели, что ни един из бывших у меня учеников с ними сравниться не мог».
В 1776 году принял монашеский постриг и был назначен префектом Новгородской духовной семинарии.
С 1782 года — ректор Александро-Невской семинарии и архимандрит Зеленецкого Троицкого монастыря Санкт-Петербургской епархии.
В конце 1783 года переведён в Новгородский Антониев монастырь.
С 1784 года — ректор Новгородской духовной семинарии.
С 1788 года — архимандрит Свияжского Богородицкого монастыря.
9 декабря 1789 года в Большой церкви Зимнего дворца хиротонисан во епископа Иркутского. В своей епархии много уделял внимание миссионерской деятельности. В 1799 году по разрешению Святейшего синода единолично хиротонисал Иоасафа (Болотова) во епископа Кадьякского, викария Иркутской епархии (он стал архиереем для присоединённых к Иркутской епархии в 1796 году Аляски и Алеутских островов). Содействовал прославлению святителя Иннокентия Иркутского, предоставив в Святейший синод данные о чудесах святителя.
4 ноября 1798 года награждён орденом Святой Анны 1-й степени.
Скончался 8 июня 1814 года. Почувствовав приближение смерти, преосвященный сказал врачу: «Надобно отдать долг природе». Потом позвал своего духовника и духовенство, исповедался, причастился, пособоровался и затем стал ожидать разлуки души с телом, сидя в кресле. Потребовал к себе членов консистории, спросил, нет ли дел, требующих разрешения. Всех священнослужителей, состоявших под запрещением, простил и разрешил. После этого закрыл глаза и заснул. Окружавшие сначала не смели нарушить этого покоя, но, наконец, приблизились — в кресле сидел владыка уже охладевший.
Похоронен в иркутском Богоявленском кафедральном соборе.

## Прочие сведения
В честь владыки Вениамина — как награду за хорошую учебу — после окончания духовной семинарии получил фамилию «Вениаминов» Иоанн Попов, будущий святитель Иннокентий, митрополит Московский.